# صندي
صندي  قرية سوريّة تتبع إداريّاً لمحافظة حلب منطقة الباب ناحية الراعي، بلغ تعداد سكانها 791 نسمة حسب التعداد السكاني لعام 2004.